# پینتچ
پینتچ (به لاتین: Pintsch) یک منطقهٔ مسکونی در لوکزامبورگ است که در کیشپلت واقع شده‌است. پینتچ ۱۶۲ نفر جمعیت دارد.